# Västmanlands södra domsagas valkrets
Västmanlands södra domsagas valkrets var vid riksdagsvalen till andra kammaren 1866-1908 en egen valkrets med ett mandat. Valkretsen, som omfattade Snevringe, Siende, Tuhundra och Yttertjurbo härader, avskaffades inför valet 1911 då området uppgick i Västmanlands läns västra valkrets.

## Riksdagsmän
- Lars Persson, lmp (1867–5/4 1874)
- Johan Mallmin (16/5 1874–1877)
- Otto Karlsson (1878–1880)
- Gustaf Sälling, lmp (1881–1884)
- Adolf Tersmeden, lmp (1885–1887)
- Gustaf Olsson, nya lmp (1888–1893)
- Gustaf Sälling, gamla lmp 1894, lmp 1895–1896 (1894–1896)
- Gustaf Olsson, lmp 1897–1900 (1897–1901)
- Alexander Hamilton, lmp (1902)
- Johan Forssell, lib s (1903–1905)
- Axel Robert Lundblad, nfr 1906 (1906–1908)
- Johan Forssell, s (1909–1911)

## Valresultat

### 1896
| Andrakammarvalet i Sverige 1896: Västmanlands södra domsagas valkrets | Andrakammarvalet i Sverige 1896: Västmanlands södra domsagas valkrets | Andrakammarvalet i Sverige 1896: Västmanlands södra domsagas valkrets | Andrakammarvalet i Sverige 1896: Västmanlands södra domsagas valkrets | Andrakammarvalet i Sverige 1896: Västmanlands södra domsagas valkrets |
| Kandidat                                                              | Kandidat                                                              | Röster                                                                | Röster                                                                | Röster                                                                |
| Kandidat                                                              | Kandidat                                                              | Antal                                                                 | %                                                                     | +− %                                                                  |
| --------------------------------------------------------------------- | --------------------------------------------------------------------- | --------------------------------------------------------------------- | --------------------------------------------------------------------- | --------------------------------------------------------------------- |
|                                                                       | Gustaf Olsson                                                         | 460                                                                   | 58,7                                                                  |                                                                       |
|                                                                       | Erik Jonsson i Kårsta                                                 | 313                                                                   | 40,0                                                                  |                                                                       |
|                                                                       | Övriga kandidater                                                     | 10                                                                    | 1,3                                                                   |                                                                       |
| Antal giltiga röster                                                  | Antal giltiga röster                                                  | 783                                                                   |                                                                       |                                                                       |
| Kasserade röster                                                      | Kasserade röster                                                      | 2                                                                     |                                                                       |                                                                       |
| Totalt                                                                | Totalt                                                                | 785                                                                   |                                                                       |                                                                       |

### 1899
| Andrakammarvalet i Sverige 1899: Västmanlands södra domsagas valkrets | Andrakammarvalet i Sverige 1899: Västmanlands södra domsagas valkrets | Andrakammarvalet i Sverige 1899: Västmanlands södra domsagas valkrets | Andrakammarvalet i Sverige 1899: Västmanlands södra domsagas valkrets | Andrakammarvalet i Sverige 1899: Västmanlands södra domsagas valkrets |
| Kandidat                                                              | Kandidat                                                              | Röster                                                                | Röster                                                                | Röster                                                                |
| Kandidat                                                              | Kandidat                                                              | Antal                                                                 | %                                                                     | +− %                                                                  |
| --------------------------------------------------------------------- | --------------------------------------------------------------------- | --------------------------------------------------------------------- | --------------------------------------------------------------------- | --------------------------------------------------------------------- |
|                                                                       | Gustaf Olsson                                                         | 507                                                                   | 61,9                                                                  | ▲3,2                                                                  |
|                                                                       | J. Petersson i Munktorp (fp)                                          | 308                                                                   | 37,5                                                                  |                                                                       |
|                                                                       | Övriga kandidater                                                     | 5                                                                     | 0,6                                                                   |                                                                       |
| Antal giltiga röster                                                  | Antal giltiga röster                                                  | 820                                                                   |                                                                       |                                                                       |
| Kasserade röster                                                      | Kasserade röster                                                      | 5                                                                     |                                                                       |                                                                       |
| Totalt                                                                | Totalt                                                                | 825                                                                   |                                                                       |                                                                       |

Valet ägde rum den 10 september 1899.

### 1902
| Andrakammarvalet i Sverige 1902: Västmanlands södra domsagas valkrets | Andrakammarvalet i Sverige 1902: Västmanlands södra domsagas valkrets | Andrakammarvalet i Sverige 1902: Västmanlands södra domsagas valkrets | Andrakammarvalet i Sverige 1902: Västmanlands södra domsagas valkrets | Andrakammarvalet i Sverige 1902: Västmanlands södra domsagas valkrets |
| Kandidat                                                              | Kandidat                                                              | Röster                                                                | Röster                                                                | Röster                                                                |
| Kandidat                                                              | Kandidat                                                              | Antal                                                                 | %                                                                     | +− %                                                                  |
| --------------------------------------------------------------------- | --------------------------------------------------------------------- | --------------------------------------------------------------------- | --------------------------------------------------------------------- | --------------------------------------------------------------------- |
|                                                                       | Johan Forssell                                                        | 727                                                                   | 52,3                                                                  |                                                                       |
|                                                                       | Alexander Hamilton                                                    | 659                                                                   | 47,5                                                                  |                                                                       |
|                                                                       | Övriga kandidater                                                     | 3                                                                     | 0,2                                                                   |                                                                       |
| Antal giltiga röster                                                  | Antal giltiga röster                                                  | 1,389                                                                 |                                                                       |                                                                       |
| Kasserade röster                                                      | Kasserade röster                                                      | 4                                                                     |                                                                       |                                                                       |
| Totalt                                                                | Totalt                                                                | 1,393                                                                 |                                                                       |                                                                       |

Valet ägde rum den 7 september 1902.

### 1905
| Andrakammarvalet i Sverige 1905: Västmanlands södra domsagas valkrets | Andrakammarvalet i Sverige 1905: Västmanlands södra domsagas valkrets | Andrakammarvalet i Sverige 1905: Västmanlands södra domsagas valkrets | Andrakammarvalet i Sverige 1905: Västmanlands södra domsagas valkrets | Andrakammarvalet i Sverige 1905: Västmanlands södra domsagas valkrets |
| Kandidat                                                              | Kandidat                                                              | Röster                                                                | Röster                                                                | Röster                                                                |
| Kandidat                                                              | Kandidat                                                              | Antal                                                                 | %                                                                     | +− %                                                                  |
| --------------------------------------------------------------------- | --------------------------------------------------------------------- | --------------------------------------------------------------------- | --------------------------------------------------------------------- | --------------------------------------------------------------------- |
|                                                                       | Axel Robert Lundblad                                                  | 810                                                                   | 51,9                                                                  |                                                                       |
|                                                                       | Johan Forssell                                                        | 751                                                                   | 48,1                                                                  | ▼4,2                                                                  |
| Antal giltiga röster                                                  | Antal giltiga röster                                                  | 1,561                                                                 |                                                                       |                                                                       |
| Kasserade röster                                                      | Kasserade röster                                                      | 4                                                                     |                                                                       |                                                                       |
| Totalt                                                                | Totalt                                                                | 1,565                                                                 |                                                                       |                                                                       |

Valet ägde rum den 3 september 1905.

### 1908
| Andrakammarvalet i Sverige 1908: Västmanlands södra domsagas valkrets | Andrakammarvalet i Sverige 1908: Västmanlands södra domsagas valkrets | Andrakammarvalet i Sverige 1908: Västmanlands södra domsagas valkrets | Andrakammarvalet i Sverige 1908: Västmanlands södra domsagas valkrets | Andrakammarvalet i Sverige 1908: Västmanlands södra domsagas valkrets |
| Kandidat                                                              | Kandidat                                                              | Röster                                                                | Röster                                                                | Röster                                                                |
| Kandidat                                                              | Kandidat                                                              | Antal                                                                 | %                                                                     | +− %                                                                  |
| --------------------------------------------------------------------- | --------------------------------------------------------------------- | --------------------------------------------------------------------- | --------------------------------------------------------------------- | --------------------------------------------------------------------- |
|                                                                       | Johan Forssell                                                        | 922                                                                   | 51,1                                                                  | ▲3,0                                                                  |
|                                                                       | Axel Robert Lundblad                                                  | 879                                                                   | 48,7                                                                  | ▼3,2                                                                  |
|                                                                       | Övriga kandidater                                                     | 3                                                                     | 0,2                                                                   |                                                                       |
| Antal giltiga röster                                                  | Antal giltiga röster                                                  | 1,804                                                                 |                                                                       |                                                                       |
| Kasserade röster                                                      | Kasserade röster                                                      | 3                                                                     |                                                                       |                                                                       |
| Totalt                                                                | Totalt                                                                | 1,807                                                                 |                                                                       |                                                                       |

Valet ägde rum den 6 september 1908.